# 荆端 (明朝宦官)
荆端（1484年—1547年）， 山西平阳府蒲州衣氏县人，弘治时内官监太监。

## 生平
正统三年（1438年），出生。
景泰七年（1456年），选入宫廷。
天顺五年（1461年），担任长随，执锐披坚，随朝侍卫。
成化十四年（1478年），命侍朱祐樘于青宫。
成化二十三年（1487年），升为司苑局右副使，负责佥事。不久，任命为乾清宫答应，不久，转升内官监右监丞。
弘治元年（1488年），升内官监监丞，署理巾帽局事。
弘治二年（1489年），升内官监右少监兼署理神机营，之后，升内官监左少监。
弘治十六年（1503年），晋升内官监太监，允许禁中乘马，之后，赏赐蟒衣、玉带。
正德元年（1506年），因病去世，享年69岁。